# Anne-Lucie de La Mothe-Houdancourt
Ej att förväxla med: Bonne de Pons d'Heudicourt
Anne-Lucie de La Mothe-Houdancourt, känd som Mademoiselle de La Motte-Houdancourt, född 1647, död 1689, var en fransk hovfunktionär. Hon är känd för den kärleksaffär hon hade med Ludvig XIV under år 1662. Hon har i historien ofta förväxlats med Anne-Madeleine de Conty d'Argencourt.

## Biografi
Anne-Lucie de La Mothe-Houdancourt var dotter till Antoine de La Mothe, marquis d'Houdancourt (1592-1672) och Catherine de Beaujeu (1600-1647). Hon utsågs till hovfröken hos Frankrikes drottning, Maria Theresia av Spanien. 
Under 1662 pågick kungens kärleksaffär med Louise de la Vallière, som var känd vid hovet men officiellt pågick i hemlighet, och personer vid hovet konspirerade för att ersätta henne med en egen kandidat. Kungen uppges ha blivit attraherad av henne och uppvaktat henne genom att besöka henne i hovfröknarnas sovrum, något som ledde till att hovfröknarnas övervakare, hovmästarinnan Susanne de Navailles, avskedades från hovet. de Navailles motsatte sig kungens uppvaktning av "hovfröknarna", i verkligheten specifikt Houdancourt, och när hon motarbetade honom till den grad att hon satte galler för hovfröknarnas sovrumsfönster på Château de Saint-Germain avskedade han henne. 
I mars 1662 utspelade sig en intrig iscensatt av Henrietta av Englands älskare greve de Guiche, kungens före detta kärlek Olympe Mancini och markis de Vardes för att ersätta Louise de la Vallière med Anne-Lucie de La Mothe-Houdancourt, och de skrev ett anonymt brev på spanska till drottningen för att underminera la Vallière genom att avslöja kungens otrohet för drottningen.
Brevet överlämnades dock av drottningens kammarjungfru Maria Molina till kungen, som lät förvisa Guiche från hovet. 
Houdancourt klagade inför kungen på att Philibert de Gramont gav henne oönskade uppvaktning, vilket ledde till att denne förvisades från hovet. Hon uppges ha bett kungen bryta med Louise de la Vallière som villkor för att hon skulle tacka ja till ett fysiskt förhållande. Kungen uppges ha brutit med henne då hon framställde det kravet, eftersom han endast kände fysisk attraktion till henne. Andra rykten antydde att hon hade tagit en älskare, markisen de Richelieu, vilket hade försurat förhållandena mellan henne och kungen. Kungens mor Anna av Österrike fick reda på hela affären, vilket ledde till att hon avskedades från hovet.  
Houdancourt gifte sig 1667 med markisen de la Vieuville, drottningens hovman. 
Hon och hennes affär med kungen nämns av Madame de Sévigné, Madame de Scudéry och Philibert de Gramont. 